# Fernando Gianserra

Fernando Manuel Gianserra (Tucumán, 5 de octubre de 1931 - La Plata, 18 de noviembre de 1993) fue un futbolista argentino que se desempeñaba en la línea media del equipo, más precisamente como half derecho. Fue internacional con la Selección de fútbol de Argentina.

## Historia
Half derecho prolijo y técnicamente dotado, con buen manejo de pelota y eficiente marca, se proyectaba constantemente al ataque. 
Luego de formarse en Estudiantes de La Plata, debutó profesionalmente en Argentino de Quilmes, para luego recalar en Tigre en 1954. Disputa 96 partidos hasta 1958, cuando es transferido a Huracán a préstamo, quedando en libertad un año más tarde.

### Selección Argentina
Integró el plantel de la Selección de Argentina que obtuvo la Copa América 1957 en Lima. También formó parte de las Eliminatorias Sudamericanas rumbo a Suecia 1958.
Gianserra fue convocado y formó parte del equipo titular argentino que, el 7 de julio de 1957,  enfrentó a Pelé en el mítico Maracaná, en el día de su debut con la Selección de Brasil. Fue victoria albiceleste por 2-1.
Una fractura obligó su retiro, y se dedicó al comercio de automotores.

## Trayectoria
| Club                 | País      | Período   |
| -------------------- | --------- | --------- |
| Argentino de Quilmes | Argentina | 1951-1953 |
| Tigre                | Argentina | 1954-1957 |
| Huracán              | Argentina | 1958      |

## Palmarés

### Campeonatos internacionales
| Título       | Equipo              | Sede | Año  |
| ------------ | ------------------- | ---- | ---- |
| Copa América | Selección Argentina | Perú | 1957 |